# Línguas urálicas
As línguas urálicas constituem uma família de línguas com aproximadamente 30 diferentes idiomas falados por cerca de 20 milhões de pessoas. Compreende o ramo das línguas úgricas, fino-permianas e o grupo dos idiomas samoiedos. As três línguas com maior número de falantes do grupo são: estoniano, finlandês e húngaro. Os demais idiomas urálicos são todos minoritários, sendo que a maior parte das línguas dessa família, com a exceção dos idiomas lapônicos presentes na Finlândia, Suécia e Noruega, é falada na Rússia atual.
O nome urálico se refere à provável terra natal dos falantes dessas línguas, nos Montes Urais. Acredita-se que os falantes do proto-urálico constituíram uma unidade linguística que viveu em regiões da atual Rússia Central há cerca de 4500 anos. De acordo com esses pesquisadores, um evento de seca causou a migração dos falantes do proto-urálico através dos sistemas fluviais da Sibéria ocidental e Rússia europeia. 
As características típicas das línguas urálicas incluem:
- Um grande número de casos gramaticais:
  - estoniano: 14 casos
  - finlandês: 15 casos
  - húngaro: 18 casos
- Inexistência de gênero gramatical, mesmo em pronomes.
- Verbo de negação.
- Estrutura intensamente aglutinante.
- Harmonia vocálica.

## Subdivisões
As línguas urálicas podem ser subdivididas nos seguintes grupos de idiomas (não incluindo os idiomas já extintos):

### Grupos maiores
- Grupo balto-fínico: Tem como línguas majoritárias o finlandês, com mais de 5,6 milhões de falantes,[2][3] e o estoniano, com mais de um milhão de falantes.[3] Inclui também o carélio, com mais de 100 mil falantes, e línguas menores tais quais o vepes, o vótico, o ingriano e o voro.
- Grupo fino-volgaico: Tem como idiomas majoritários o mári, com mais de 500 mil falantes,[3] o érzia, com mais de 400 mil falantes[3] e o moksha, com mais de 200 mil falantes.[3]
- Grupo pérmico: Inclui o udmurte, com mais de 450 mil falantes,[3] o cómi, com mais de 220 mil falantes[3] e o cómi-permiano, com mais de 80 mil falantes.[3]
- Grupo úgrico: Inclui o húngaro, com mais de 14 milhões de falantes,[3] e ainda os idiomas minoritários ostíaco (khanty) e o vogul (mansi), com menos de 50 mil falantes.

### Grupos menores
- Grupo lapônico: Inclui as diversas línguas lapônicas (saami), as quais, somadas, têm aproximadamente 20 mil falantes.
- Grupo samoiedo: Inclui os idiomas nenets, enets, naganasan e selkup, com cerca de 30 mil falantes.